# Tropidosaura cottrelli
Espèce
Synonymes
- Basutosaura cottrelli Hewitt, 1925

Statut de conservation UICN

 LC  : Préoccupation mineure
Tropidosaura cottrelli est une espèce de sauriens de la famille des Lacertidae.

## Répartition
Cette espèce se rencontre en Afrique du Sud et au Lesotho.

## Étymologie
Cette espèce est nommée en l'honneur de John Awdry Cottrell.

## Publication originale
- Hewitt, 1925 : On some new species of Reptiles and Amphibians from South Africa. Records of the Albany Museum, Grahamstown, vol. 3, no 4, p. 343-370